# Locustacarus trachealis
Locustacarus trachealis är en spindeldjursart som beskrevs av Ewing 1924. Locustacarus trachealis ingår i släktet Locustacarus och familjen Podapolipidae. Inga underarter finns listade i Catalogue of Life.